# فاكوندو كيد
فاكوندو كيد (بالإسبانية: Facundo Kidd)‏ هو لاعب كرة قدم أوروغواياني في مركز الدفاع، ولد في 4 أغسطس 1997 في كولونيا ديل ساكرامنتو في الأوروغواي. لعب مع Club Plaza Colonia de Deportes ‏.

## وصلات خارجية
- فاكوندو كيد على موقع قاعدة بيانات كرة القدم.إي يو (الإنجليزية)
- فاكوندو كيد على موقع Soccerway.com (الإنجليزية)
- فاكوندو كيد على موقع عالم كرة القدم.نت (الإنجليزية)